# حاضرة الداهنة (شقراء)
حاضرة الداهنة، هي قرية من فئة (ب) تقع في محافظة شقراء، والتابعة لمنطقة الرياض في السعودية. وتبعد حاضرة الداهنة عن محافظة شقراء بمسافة تقارب () كم.